# Модельная улица (Казань)
Модельная улица (тат. Модел урамы, Model uramı) — улица в Приволжском районе Казани. 

## География
Большая часть улицы находится в т. н. «южно-промышленном районе»; начинаясь из района застройки посёлка Воскресенское, пересекает улицы Авангардная, Актайская, Мостовая, Техническая и заканчивается пересечением с улицами Лебедева и Каучуковая.

## История
Возникла не позднее первой половины 1940-х годов как Регенераторный переулок по заводу резино-технических изделий (он же резино-регенераторный), располагавшемуся в конце нынешней улицы; в начале улицы находились бараки завода СК-4; пространство между ними было незастроенным.
Современное название было присвоено в первой половине 1950-х годов. Застройка улицы жилыми домами (малоэтажными сталинками и хрущёвками) после сноса бараков началась на нечётной стороне улицы происходила во второй половине 1950-х – 1960-е годы; чётная сторона улицы была застроена позже в 1970-е – 1990-е годы и более высотными домами.
Административно относилась к Свердловскому (1942–1956) и Приволжскому (с 1956) районам.

## Объекты
- № 1/48, 3, 5, 7, 9, 10, 11, 13 — жилые дома завода синтетического каучука[тат.].[11]
- № 6 — жилой дом КПОГАТ-2.[12]
- № 6а — детский сад № 363 «Лэйсэн».

## Транспорт
Общественный транспорт по улице не ходит; ближайшая остановка общественного транспорта — «Модельная» (автобус, трамвай) на Технической улице. В 1980-е – 2000-е годы она была конечной для ряда автобусных маршрутов (№№ 44, 51, 59 и другие). 
В районе пересечения Модельной и Технической улиц в 1959–1963 годы находилось разворотное кольцо трамвайного маршрута № 3.